# Peter Pagé
Peter Pagé (* 8. Juli 1939 in Arolsen/Waldeck; † 14. November 2020 in Konstanz) war ein deutscher Softwarepionier. Zusammen mit Peter Schnell und Tilo Strickstrock baute er das Softwareunternehmen Software AG in Darmstadt auf.

## Leben
Nach dem Abitur an der Gutenbergschule Wiesbaden und dem Studium der Allgemeinen Elektrotechnik an der Technischen Hochschule Darmstadt arbeitete Peter Pagé von 1966 bis 1970 als Hardware-Entwickler für Prozessrechner bei AEG in Seligenstadt, wo er als Projektleiter für die Entwicklung und Produktionseinführung des Systems AEG 60-10 verantwortlich war.
1971 trat Peter Pagé in die Software AG als einer von sechs Mitarbeitern ein. Ab 1975 entwickelte er zusammen mit Margit Neumann die innovative Entwicklungsumgebung Natural als erste Programmiersprache der vierten Generation, die den Geschäftserfolg von Software AG wesentlich voranbrachte und noch heute trägt. NATURAL revolutionierte die Erstellung von Anwendungen auf Mainframerechnern durch eine völlig interaktive Arbeitsweise. Damit konnten wesentliche Produktivitätssteigerungen und kürzere Implementierungszeiten für Anwendungslösungen erzielt werden.
Ab 1977 verantwortete Peter Pagé als Vorstand neben dem Marketing und Vertrieb die Produktentwicklung der Software AG, wo er das auch heute noch aktuelle Produktportfolio in großen Teilen aufbaute und über viele Jahre in mehreren Zyklen an neue Anforderungen des Marktes anpasste. So entwarf und implementierte er mit ENTIRE bereits 1990 die erste servicebasierte Software-Architektur (SOA).
Peter Pagé schied nach Differenzen im Vorstand um die zukünftige Strategie von Software AG 1992 aus dem Unternehmen aus. Im Jahr danach promovierte er mit dem Thema „Objektorientierte Software in der kommerziellen Anwendung“ zum Dr.-Ing. an der TU Berlin.
1994 trat Peter Pagé als Vorstand für Systemstrategie und Anwendungssoftware bei der Siemens Nixdorf AG ein. In dieser Funktion gab er dem Unternehmen mit der „User Centered Computing“-Architektur – im Prinzip eine Service orientierte Architektur (SOA) – eine auf den Kunden gerichtete einheitliche Mission und sanierte das stark zersplitterte Software Angebot. Er schied 1998 aus dem aktiven Berufsleben aus und betreute anschließend junge Unternehmen als Business Angel.

## Veröffentlichungen
- Unternehmensführung und Controlling: Managementprinzipien in einem dynamisch wachsenden Unternehmen. Springer, Berlin 1990, ISBN 978-3-322-86373-7.
- Objektorientierte Software in der kommerziellen Anwendung. Springer, Berlin 1996, ISBN 3-540-60136-8.
- (mit Thomas Ehring) Electronic Business und New Economy. Springer, Berlin 2001, ISBN 3-540-67607-4.
- Menschheit im Werden. Monsenstein und Vannerdat, Münster 2004, ISBN 3-86582-021-2.
- Die Schöpfung: Intelligentes Design oder zufällige Selbstorganisation. Monsenstein und Vannerdat, Münster 2012, ISBN 978-3-86991-672-9.
- Ist die Menschheit noch zu retten?: Überlegungen zur Gestaltung einer Zukunftsperspektive für die Menschheit. Monsenstein und Vannerdat, Münster 2015, ISBN 978-3-95645-634-3.
- Aus der Mitte zum Erfolg führen: Praxiserprobte Führungsmethoden für den Allgemeingebrauch. Monsenstein und Vannerdat, Münster 2016, ISBN 978-3-95645-863-7.

## Zitate
„Wichtigste Komponente des Erfolges ist es, eine Umgebung zu schaffen, wo gearbeitet wird, um ein Ziel zu erreichen und nicht, um mit etwas beschäftigt zu sein. Für jedes Vorhaben sollte am Beginn eine "Zielprojektion" stehen, die eine Vorstellung von dem angestrebten Ergebnis vermittelt. Nur wenn jeder Beteiligte das Ziel kennt, kann er sich für seine Erreichung entsprechend einsetzen.“

„Auch mit der größten Erfahrung auf einem Gebiet erzielt man meist keine guten Ergebnisse, wenn man "fertige" Lösungen auf ein Problem anwendet. Wichtig ist es, sich in jeder Situation die Fähigkeit für einen analytischen Ansatz zu bewahren, d.h. erst ein Problem zu analysieren und damit wirklich zu verstehen, um dann eine für dieses Problem passende Lösung zu konstruieren, wobei Erfahrung natürlich ungeheuer hilft.“